# Balatonsøen
Balatonsøen er beliggende i Ungarn, og er med en længde på 77 km Centraleuropas største sø. Området er stærkt præget af turisme, da søen er særdeles egnet til badning og sejlads med sejlskibe o.lign. Om sommeren har søen en gennemsnitstemperatur på ca. 25-26 grader celsius.
Ved søens nordlige kyst ligger Balatonhøjlandet Nationalpark.